# Brianna Hildebrand
Brianna Hildebrand, född den 14 augusti 1996 i Brazos, Texas är en amerikansk skådespelare.
Hildebrand har bland annat medverkat i filmerna Deadpool från 2016, Deadpool 2 från 2018 och The Time Capsule från 2022. Hon har även medverkat i TV-serierna Lucifer från 2021 och Trinkets (2019–2020).

## Filmografi (i urval)
- 2016 – Deadpool
- 2018 – Deadpool 2
- 2019–2020 – Trinkets (TV-serie)
- 2021 – Lucifer (TV-serie)
- 2022 – The Time Capsule
- 2024 – Deadpool & Wolverine